# Roi (Lied)
Roi (französisch für „König“) ist ein Popsong des französischen Singer-Songwriters Bilal Hassani. Musik und Text wurden komponiert und geschrieben von Émilie Satt und Jean-Karl Lucas, auch bekannt als Madame Monsieur. Hassani vertrat mit diesem Lied Frankreich beim Eurovision Song Contest 2019.

## Hintergrund
France 2 beschloss im Sommer 2018, am Format, Destination Eurovision festzuhalten. Am 12. Januar 2019 fand das erste Halbfinale statt, in welchem Hassani die Mehrheit der Anrufer und der Jury auf sich vereinigen konnte. Zwei Wochen später beim Finale wurde „Roi“ auf Platz vier von der Jury gewählt, gewann jedoch mit deutlichem Vorsprung die Telefonabstimmung, sodass der Song mit 46 Punkten Abstand vor dem Zweitplatzierten den Vorentscheid gewann.

## Komposition und Text
„Roi“ besitzt ein langsames Tempo von etwa 76 Schlägen pro Minute und wird von einem Piano eingeleitet. Auffällig ist, dass im Text sehr oft zur französischen und wieder zur englischen Sprache gewechselt wird. Die ersten beiden Verse werden in Englisch vorgetragen, der nächste Vers auf Französisch, jedoch lediglich mit dem englischen Wort „free“ („frei“). Inhaltlich geht es um eine Person, die sich geoutet hat. Dass sie anders ist, scheinen andere zu stören, jedoch lässt sich die Person davon nicht beeindrucken.
An der Komposition sind u. a. Madame Monsieur beteiligt, welche Frankreich bereits 2018 beim europäischen Wettbewerb vertraten.

## Rezeption
Irving Wolther verglich den Song mit dem ESC-Siegertitel von 2014, „Rise Like a Phoenix“ und meinte, es sei abzuwarten, ob Roi hiermit standhalten könne.
Die Wahl des Künstlers beim Vorentscheid erhielt internationale Beachtung, nachdem Hassani in sozialen Netzwerken angefeindet wurde.
Der französische Beitrag war wie jedes Jahr automatisch für das Finale des Eurovision Song Contests 2019 qualifiziert. Er erreichte dort den 16. Platz.

## Veröffentlichung
Der Song wurde am 4. Januar 2019 als Single veröffentlicht.